# Louis Bethmann

Louis Bethmann (1901)

Louis Ferdinand Bethmann (* 6. Dezember 1844 in Merseburg; † 2. Mai 1918) war ein deutscher Turner und Turnfunktionär.

## Leben und Wirken
Er war gelernter Feldmesser und wurde Beamter der Königlichen Generalkommission Merseburg, die direkt dem Oberpräsidenten der preußischen Provinz Sachsen unterstand. Später wurde Bethmann Direktor des Waisenhauses in Langendorf bei Weißenfels.
Er war aktiver Turner und erreichte beim 1. Allgemeinen Deutsches Turnfest 1863 den ersten Platz im Wettlauf.

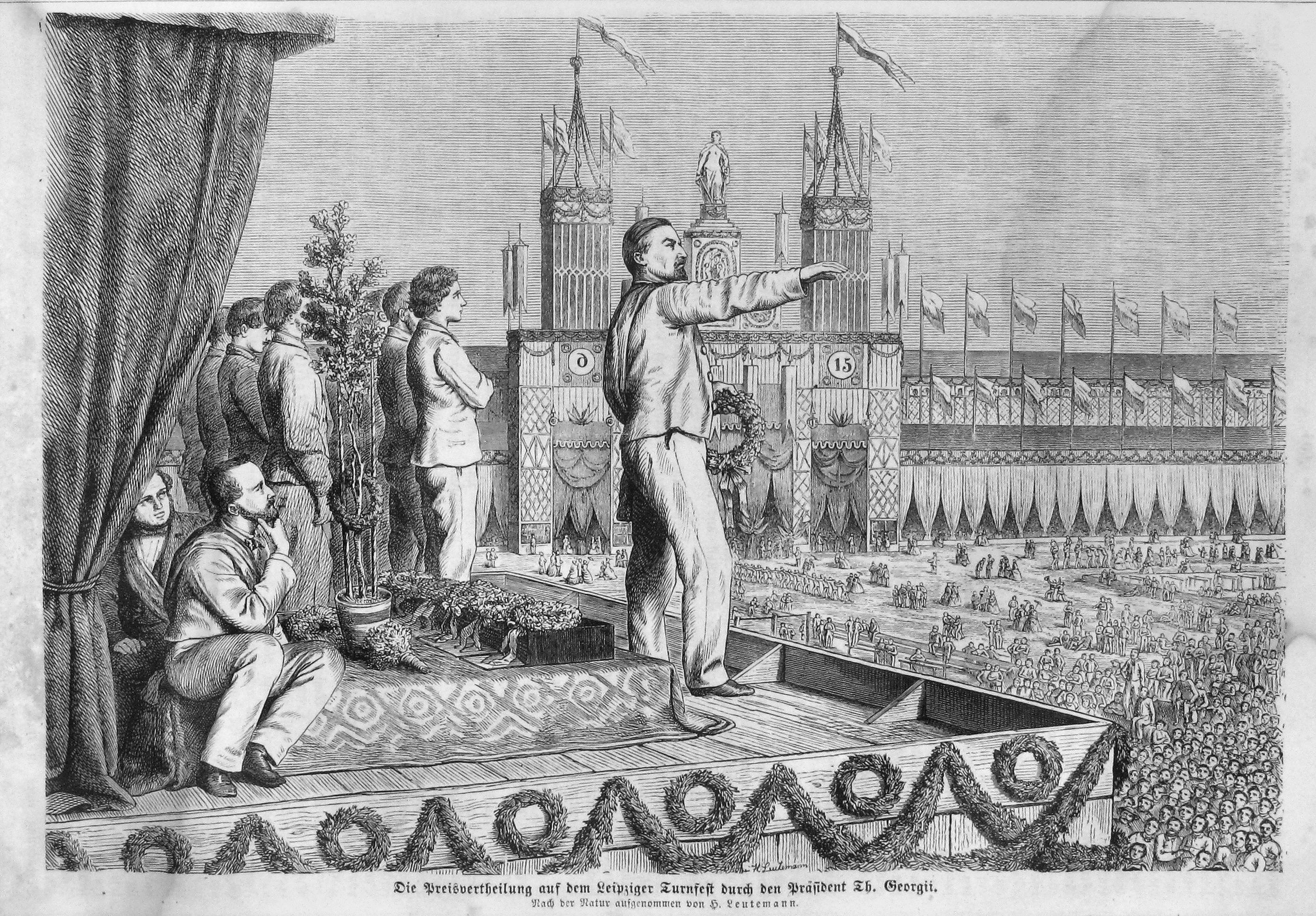
Bethmann und andere Sportler bei der Preisverleihung 1863 in Leipzig

1890 wurde er zum Kreisvertreter des XIII. Kreises  der Deutschen Turnerschaft gewählt. Dieser Turnkreis umfasste Teile der preußischen Provinz Sachsen und des heutigen Thüringens. Als solcher war er u. a. auch für die Organisation der alle zwei Jahre an anderen Orten ausgetragenen Kreisturnfeste des Turnkreises verantwortlich, die aufgrund ihrer breiten Öffentlichkeitswirkung zur Förderung des Turnsportes beitrugen. Gleichzeitig wurde Bethmann 1890 Mitglied des reichsweiten Ausschusses der Deutschen Turnerschaft. Durch eine Eingabe im Deutschen Reichstag trug er als Ausschussmitglied 1893 maßgeblich dazu bei, dass der Turnunterricht in den Schulen flächendeckend im gesamten Deutschen Reich eingeführt wurde. Mehrfach nahm er in führender Stellung an den seit 1860 ausgetragenen internationalen Deutschen Turnfesten teil.

## Ehrungen
Anlässlich des XX. Nordostthüringer Gauturnfestes in Merseburg 1902 wurde eine Medaille mit seinem Porträt geprägt.